# GRB 101225A
GRB 101225A (tzw. „rozbłysk bożonarodzeniowy”) – nietypowy rozbłysk gamma wykryty przez satelitę Swift 25 grudnia 2010 roku w gwiazdozbiorze Andromedy. 
Rozbłysk był nietypowy z dwóch powodów. Po pierwsze był jednym z najdłuższych rozbłysków (28 minut), a po drugie nie jest dotychczas znana odległość do jego źródła ani też natura tego rozbłysku. 

## Hipotezy
Hipotezy dotyczące miejsca powstania i natury rozbłysku są diametralnie różne. Według NASA niezwykły rozbłysk gamma został spowodowany albo eksplozją oddalonej o miliardy lat świetlnych supernowej nieznanego typu, albo niezwykłą kolizją w naszej galaktyce.
Naukowcy pracujący pod kierunkiem Christiny Thoene z Instituto de Astrofísica de Andalucía sformułowali teorię na temat przyczyn rozbłysku. Ich zdaniem mogło do niego dojść w egzotycznym układzie podwójnym, gdzie gwiazda neutronowa obiegała zwykłą gwiazdę, która weszła w etap czerwonego olbrzyma, gwałtownie zwiększając swoją objętość. Gwiazda neutronowa znalazła się wewnątrz olbrzyma i w ciągu kilkunastu miesięcy została wchłonięta przez jego jądro. To przyczyniło się do powstania czarnej dziury i pojawienia się dwóch przeciwbieżnych strumieni cząstek, poruszających się niemal z prędkością światła w próżni. Powstała też niewielka supernowa. Strumienie wyemitowały promienie gamma, które zostały zaobserwowane jako rozbłysk. Jeśli takie zdarzenie miało miejsce, to doszło do niego w odległości 5,5 miliarda lat świetlnych od Ziemi. W pobliżu zaobserwowano też obiekt, który może być słabo świecącą galaktyką.
Z kolei zespół astronomów z Obserwatorium Brera w Merate we Włoszech zaproponował alternatywną teorię, według której szczątki dużego (prawdopodobnie około połowy masy planety karłowatej Ceres), kometopodobnego obiektu zniszczonego przez siły pływowe uderzyły w gwiazdę neutronową znajdującą się 10 000 lat świetlnych od Ziemi.